# Haselbach (Turingia)
Haselbach è un comune della Germania di 806 abitanti situato nel circondario dell'Altenburger Land in Turingia.